# Norbert Bolz
Norbert W. Bolz (* 17. April 1953 in Ludwigshafen am Rhein) ist ein deutscher Medien- und Kommunikationstheoretiker, Designwissenschaftler, Buchautor und Publizist. Bis zu seiner Emeritierung im Jahr 2018 lehrte er als Professor für Medienwissenschaften an der TU Berlin.

## Leben
Norbert Bolz, Sohn des Chemotechnikers Werner Bolz und seiner Frau Gertrud, geb. Obergfell, legte das Abitur am Ludwigshafener Max-Planck-Gymnasium ab und studierte in Mannheim, Heidelberg und Berlin Philosophie, Germanistik, Anglistik und Religionswissenschaft. Er wurde von Wolfgang Hübener als Erstgutachter und Anke Bennholdt-Thomsen als Zweitgutachterin über die Ästhetik Adornos promoviert. Bolz war Assistent des Religionsphilosophen Jacob Taubes. Nach dessen Tod 1987 wurde Bolz mit seiner Schrift „Philosophischer Extremismus zwischen den Weltkriegen“ habilitiert. Er war bis 1992 Dozent an der Freien Universität Berlin.
Von 1992 bis 2002 war Bolz Professor für Kommunikationstheorie am Institut für Kunst- und Designwissenschaften der Universität-Gesamthochschule Essen mit den Arbeitsschwerpunkten Medientheorie, Kommunikationstheorie und Designwissenschaft. Von 2002 bis zu seiner Emeritierung im Juli 2018 war er Professor an der Technischen Universität Berlin, Institut für Sprache und Kommunikation, Fachgebiet Medienwissenschaft/Medienberatung.
Im Herbst 2020 gehörte er zu den Erstunterzeichnern des Appells für freie Debattenräume.

## Forschung und Positionen
In einem Aufsatz aus dem Jahr 1981 rief Bolz die Geburt der „Pop-Philosophie“ aus. Er empfahl darin, den Anti-Ödipus von Deleuze und Guattari so zu lesen, „wie man ins Kino geht oder eine Platte hört“.
Hauptaspekt seiner späteren Publikationen sind die Veränderungen der modernen Gesellschaft durch Phänomene der Massengesellschaft, durch Medien und einen sich ausbreitenden Wohlfahrtsstaat. Dabei konstatiert er eine zunehmende Verunsicherung in der Postmoderne.

„Was wir Moderne nennen – also die Zeit zwischen der europäischen Aufklärung und dem Ersten Weltkrieg – hat uns mit idealistischen Zumutungen überlastet und mit humanistischen Idealen geködert. Deshalb haben wir heute eine ambivalente Einstellung zur Moderne: sie ist Utopie und Alptraum zugleich. Deshalb fällt es uns so schwer, souverän in eine neue Zeit einzutreten. Wir haben ein Entwöhnungstrauma der beendeten Moderne.“

Er äußert sich grundsätzlich positiv über die Offenheit der Marktwirtschaft, kritisiert die „Tabuisierung“ konservativer Auffassungen durch das Phänomen der Political Correctness und fordert eine höhere Verantwortung für den Einzelnen.

„Der Wohlfahrtsstaat erwartet nicht, dass man etwas für sein Leben tut – und die Medien dokumentieren, dass man nichts für sein Leben tun kann. Gleichzeitig weiß jeder, dass er sich auf die Humanität unserer Gesellschaft verlassen kann, die ihm – zumindest materiell – ein halbwegs menschenwürdiges Leben ermöglicht. Insofern macht der Wohlfahrtsstaat die Betroffenen, die seine Profiteure sein sollten, zu seinen eigentlichen Opfern.“

„In der von den Massenmedien formatierten Öffentlichkeit ist Kritik durch Moralisierung ersetzt worden: Zwischen den Polen Lob und Tadel wird das Nachdenken eingespart, in Feuilletons und Talkshows wird längst nicht mehr diskutiert, sondern nur noch emotionalisiert.“

Bolz wird von einigen Sozialwissenschaftlern als neoliberaler Wissenschaftler bezeichnet. Robin Meyer-Lucht bewertete einige Essays als „Konvolute voller Buzzwords …, die hilflos nach Sinn ringen“, während Rüdiger Safranski in einer Laudatio seine Werke für „elegant formuliert, präzise und entschieden“ hält. Er sei ein bedeutender „philosophischer Zeitdiagnostiker der Gegenwart.“

### Medientheorie
Die von Bolz entwickelte „Theorie der neuen Medien“ (1990) knüpft an Gedanken Friedrich Nietzsches, Walter Benjamins und Marshall McLuhans an. Bolz’ Position baut auf Friedrich Kittlers Ideen auf. In seinem Buch setzt er sich mit der Tatsache auseinander, dass das Buch als Leitmedium der Gesellschaft durch den Computer abgelöst werde. Aus der „Gutenberg-Galaxie“ (McLuhan) sei der „Cyberspace“ geworden. Die Information sei nicht mehr an einen physischen Träger gebunden und damit enthumanisiert. Der Code, in dem die Information übertragen wird, sei dem Menschen nicht mehr unmittelbar zugänglich, wie es beim Buch noch der Fall gewesen sei. Der Mensch bedürfe eines Gerätes als Interface zur Information. Aus den bisher lokal vorhandenen Informationen würden Netze globaler Reichweite. Dies habe mit dem Telegraphen und dem Radio begonnen und sich mit dem Fernsehen ausgeweitet. Bis dahin seien die Massenmedien Distributionsmedien gewesen, bei denen der Konsument die Information passiv aufgenommen habe. Indem das Internet auch Aktivität des Nutzers zulasse, insbesondere in benutzergenerierten Inhalten wie im Internetlexikon Wikipedia, entstünden Möglichkeiten der Kooperation und der Selbstdarstellung.
Medien wie das Bild sind nach Bolz nicht nur Wege der Erkenntnis, sondern auch bei entsprechenden Handhabungen, beispielsweise einer Vergrößerung oder Wiederholung, Instrumente der Erkenntnis. Sie verändern zum Teil die Zeitwahrnehmung und ersetzen sogar Erfahrung und Erinnerung. „Fern-Sehen“ wird zum Organ des Menschen.
In einem Streitgespräch mit Julian Nida-Rümelin trug Bolz im Jahr 1998 die These vor, dass angesichts der neuen Medien die seit Platon übliche Vorstellung von Wahrheit ins Wanken gerate, weil immer weniger zwischen Illusion und Wirklichkeit unterschieden werden könne. Die Realität werde immer mehr zu einem universalen, undurchschaubaren und undurchdringlichen Komplex von Projektionen. Die neuen Medien führten zu einer Wirklichkeit, der man nicht mehr mit kritischer Distanz begegnen könne. Jede kritische Reflexion dieses Sachverhaltes sei bereits Bestandteil dieser Wirklichkeit. Der von Bolz damit verbundenen Meinung, dass mit dieser neuen Wirklichkeit die Philosophie ihre Funktion verliere, wird entgegengehalten, dass die Philosophie mit dem Konzept der Immanenzphilosophie schon bei Nietzsche, Foucault oder Deleuze hierauf längst eine Antwort gegeben habe. Kurt Röttgers hält Bolz entgegen: „Und daß menschliche Erkenntnis immer Probleme mit der Unterscheidung von Sein und Schein hat, ist seit Platon bekannt. Seit Kants Verzicht auf die Erkenntnis des Ding-an-sich sei Medialität aller Erkenntnis zur opinio communis geworden. […] Wirklichkeitserkenntnis mit Wahrheitsanspruch charakterisiert nicht vorrangig die Philosophie, sondern das Unternehmen der Wissenschaft insgesamt [Verweis auf: Niklas Luhmann: Die Wissenschaft der Gesellschaft. Frankfurt a. M. 1990], einschließlich der Bolzschen Medienwissenschaft.“
Die Flut der Informationen könne nur noch durch Selektion bewältigt werden. Dabei spielten Kürze und Prägnanz, die Sensation, eine maßgebliche Rolle, durch die Informationen verkürzt und beschleunigt würden. Es entstünden Medienhypes besonderer Intensität, die sich schnell verflüchtigten. Das Leben mit der medial vermittelten Katastrophe führt nach Bolz zu einer pessimistischen Weltsicht, die den Realitäten widerspricht, und als Befreiung zu einem dringenden Wunsch nach Nachhaltigkeit. Eine Lösung sieht Bolz in der Selbstverantwortung und im Unternehmertum.
Zum Buch ABC der Medien (2007) meinte Jürgen Kaube in der FAZ „So findet man nirgendwo Tatsachen, die durchdacht, sondern immer nur akademische Melodien, die abgespielt werden. Bolz renommiert mit coolen Einsichten, die er nicht nach der Einsicht, sondern nach der Coolness ausgewählt hat.“

### Medien als Religionsersatz
In dem Buch Das Wissen der Religion. Betrachtungen eines religiös Unmusikalischen (2008) vertritt Bolz die These: „Atheisten können die Antworten des Glaubens negieren, aber nicht die Fragen.“ Bolz meint: „Vielleicht ist Religion heute nicht mehr die Antwort auf die Frage nach dem Sinn, sondern nur noch die Unterstellung, daß die Frage einen Sinn hat. Man könnte sagen: Die Religion hält die Wunde des Sinns offen.“ (S. 11) Er betrachtet Kommunikation als Substitut für Religion:

„Medien bieten Ersatzformen von Allwissenheit und Allgegenwärtigkeit an. An die Stelle religiöser Kommunikation tritt heute Kommunikation als Religion. Totale Verkabelung, die Verstrickung im elektronischen Netz, wird der unbefangene Blick aber als profane Variante der religio – und das heißt ja eben: Rückbindung erkennen. In der Vernetzung zum integralen Medienverbund ist uns eine stabile Umbesetzung der Transzendenz gelungen. Das Göttliche ist heute das Netzwerk. Und Religion funktioniert als Endlosschleife.“

Ursache sei eine zunehmende Säkularisierung und ein wachsender Atheismus in der modernen Gesellschaft. Da Gesellschaft nach Bolz für ihr Funktionieren eine religiöse Grundlage benötige, suchten sich die Menschen Themen, die als Ersatzreligion dienten, aus denen sie Trost und Sinn schöpfen könnten. In diesem Sinne sei die Umweltschutzbewegung die mächtigste Bewegung, die diese Funktion übernommen habe. Ursache seien die Bedrohungen, die früher von der Atombombe, dann von der Kernenergie und in jüngerer Zeit von der globalen Erwärmung ausgingen. Die hierdurch ausgelösten Ängste würden durch Medien verbreitet und die alternativen Bewegungen weckten die Hoffnung, dass die zum Teil nur irrational wahrgenommenen Bedrohungen vermieden werden könnten.
Selbst Geistliche sprächen heutzutage nur über Werte statt über Dogmen des Glaubens. In der Bibel gibt es laut Bolz keine Werte. „Man liebt die Menschheit, um Gott verdrängen zu können. Und hier gewinnt die christliche Lehre vom Antichrist eine skandalöse Aktualität.“ Der Antichrist, so Bolz, sei an seiner Rhetorik von Sicherheit und Frieden erkennbar. Das vom Antichristen verbreitete „Gutmenschentum“ sei nur eine Maskierung schlechter Eigenschaften. In seinem Buch Das Wissen der Religion nennt er drei Beispiele:
- „Soziale Gerechtigkeit“ sei die Maske des Neids.
- „Teamfähigkeit“ sei die Maske des Hasses auf die Erfolgreichen.
- „Dialog der Kulturen“ sei die Maske der geistigen Kapitulation vor fremden Kulturen.[20]

Indem er sich selbst mit einer Metapher Max Webers  als „religiös unmusikalisch“ bezeichnet, betont Bolz, dass er keinen Atheismus vertrete, da er diesen als reine Position des Unglaubens für ebenso unplausibel hält.

### Konsumismus
In dem Buch Die Wirtschaft des Unsichtbaren (1999) konstatiert Bolz, künftig stehe nicht mehr das physische Produkt im Vordergrund, sondern Service und Engagement, Trends und Events, Marken und Mythen. Die entscheidenden Produktivkräfte seien Wissen, Kommunikation, Spiritualität und Design. Die postkapitalistische Gesellschaft wird zur Wissensgesellschaft und zur Multimedia-Gesellschaft. Design als Instrument der Komplexitätsreduktion trete an die Stelle von Religion, um Sicherheit und Weltvertrauen zu vermitteln.
Sein konsumistisches Manifest (2002) ist eine Auseinandersetzung mit dem Konsumismus. Hierzu stellt Bolz fest: „Ich halte den Konsumismus für eine unglaublich primitive Lebensform. Im Vergleich zum religiösen Fundamentalismus halte ich ihn für das geringere Übel.“ Er betrachtet den Kapitalismus in Anlehnung an Walter Benjamin als Religionsersatz. Damit wird er zu einer neuheidnischen Kultreligion, in der jeder Tag zu einem Festtag des Warenfetischismus wird. Allerdings scheint ihm eine grundsätzliche Ablehnung allzu leicht. Die emotionale Bindung an den Reichtum mache den Konsumismus zu einem Immunsystem der Weltgesellschaft gegen fanatische Ideologien. Konsum liefert dabei Anerkennung und Bedürfnisbefriedigung, die aus einer abstrakten Rechtsordnung oder aus Krieg nicht möglich sind. Waren lieferten einen „spirituellen Mehrwert“. Sie böten über die Ästhetik hinaus Freiheit, Geborgenheit, Gesundheit, Individualität, Liebe und Sinn. Bolz hält es für möglich, dass über den Konsum Wertunterschiede von Kulturen überwunden werden können.
In einer kritischen Betrachtung in der Zeit verweist Jörg Lau darauf, dass Bolz manchen Kollegen als „zynischer Zeitgeistphilosoph“ gilt, „der den Mund gern ein wenig zu voll nimmt. Er ist nicht ganz unschuldig an diesem Ruf. In seinen vielen Büchern und Aufsätzen wird gern das Ende (der Aufklärung, der Philosophie, der Kunst, des Menschen und anderer großer Dinge) verkündet, und immer wieder hebt ein neues Zeitalter (des Computers, der Digitalisierung, des Roboters, der Simulation) an.“

### Kritik der Auflösung der Familie
In einem Artikel der FAZ vom 22. Februar 2003 spricht sich Bolz unter Bezugnahme auf den Wirtschaftswissenschaftler Gary S. Becker gegen die Berufstätigkeit der Frauen und seiner Meinung nach zu leichte Ehescheidung aus. Es entstehe ein Teufelskreis, der durch die Entscheidung der Frauen ausgelöst werde, eine Erwerbstätigkeit aufzunehmen: Wenn Frauen arbeiten, werden Kinder teurer, denn sie kosten wertvolle Arbeitszeit. Folglich werden weniger Kinder geboren und damit schrumpft das gemeinsame „Kapital“ der Eheleute. Deshalb werden Scheidungen leichter und mehr Ehen werden geschieden. Dann aber müssen Frauen arbeiten, weil sie sich nicht mehr auf die Ressourcen ihrer Männer verlassen können. Der Staat unterstütze diesen Teufelskreis durch das Scheidungsrecht und die Förderung von Kinderbetreuung. An die Stelle der Familienbeziehungen sei die Beziehung zwischen alleinerziehender Mutter und „Vater Staat“ getreten.
In seiner Schrift Die Helden der Familie (2006) kritisiert Bolz den Fürsorgestaat, den neuen Hedonismus der Selbstverwirklichung und eine als Political Correctness getarnte Kinderfeindlichkeit. Es entstehe eine immer größere Kluft zwischen Eltern und Kinderlosen, an deren Ende er die Aufhebung des Generationenvertrages und der Stabilität der Renten sieht. Eine Gefahr dafür liegt für Bolz auch in dem angeblichen gesellschaftlichen Trend der Homosexualisierung, dem man wegen der Tabuisierungen der „Political Correctness“ nicht entgegentreten dürfe: „Nicht die Homosexuellen sind krank, sondern diejenigen, die Homosexualität verurteilen. Daran glaubt natürlich kein vernünftiger Mensch, aber man darf es nicht sagen“.
Barbara Vinken nannte diese Auffassung eine „protestantische Pädagogik, urdeutsche Mutterpolitik“. Albrecht von Lucke hat Bolz in den Frankfurter Heften Kulturzynismus vorgehalten, vor dem man sich in Acht nehmen müsse.

### Anti-Egalitarismus
In seinen jüngeren Schriften (Diskurs über die Ungleichheit: Ein Anti-Rousseau und Profit für Alle – Soziale Gerechtigkeit neu denken, beide 2009) setzt sich Bolz mit der Frage der sozialen Gerechtigkeit auseinander. Dieses Thema ist für ihn durch das Spannungsverhältnis von Freiheit und Gleichheit gekennzeichnet. Er kritisiert, die Debatten der Gegenwart würden auf den Gegensatz von Arm und Reich zugespitzt und damit die Forderung nach stärkerer Umverteilung verbunden. Dies führe jedoch zur Einschränkung der Freiheit, worauf schon Alexis de Tocqueville hingewiesen habe. Eine egalitäre Gesellschaft könne die gesellschaftlichen Konflikte jedoch nicht lösen, dies müsse durch individuelle Teilhabe an der Gesellschaft geschehen. Menschen seien nicht gleich und könnten sich daher auch nicht auf die gleiche Weise verwirklichen. Daher könne man sinnvoll nur die Gleichheit der Chancen fordern, nicht die Ergebnisgleichheit.
In einer Rezension kritisiert Wolfgang Kersting den Diskurs über die Ungleichheit als einen weitgehend argumentationsfreien Zettelkasten, der zu sehr auf den Zeitgeist ziele.
Im Bereich der Bildung setzt Bolz auf eher traditionelle Inhalte. Es bedürfe keiner besonderen Ausbildung in Hinblick auf neue Medien. Die in diesem Bereich notwendigen Fähigkeiten würden Schüler sich auch ohne Unterricht problemlos aneignen. Die Überforderung der Lehrer liege eher im Anspruch der Eltern als in der Schule. Das Mitbestimmungsrecht der Eltern in den Schulen hält er für eher schädlich. In Hinblick auf die Leistungen hält Bolz eine stärkere Selektion für sinnvoll. Bessere Leistungen würden gefördert, wenn sich Eltern mehr um ihre Kinder kümmerten. Die Fokussierung auf Teamgeist ist für Bolz der größte Feind von Exzellenz und Genialität.

## Öffentliche Auftritte

### Fernsehen
Bolz trat in Sendungen wie Das Philosophische Quartett, Nachtstudio und Kulturzeit auf. In Menschen bei Maischberger (23. Mai 2006) argumentierte er für eine klare Arbeitsteilung von Mann und Frau. In der TV-Sendung Anne Will vom 1. November 2009 plädierte Bolz für eine Stärkung des rechtsstaatlichen Prinzips, durch das er die Freiheit des Individuums geschützt sieht. Gegen die von ihm als überwertig wahrgenommene sozialstaatliche Gleichheitsforderung und eine etatistische Umverteilungspolitik wendete Bolz ein:
„Es gibt zwei Pole in unserer Gesellschaft, die uns, dieses wunderbare Erfolgssystem Bundesrepublik, tragen: Das ist einmal der soziale Auftrag, der sozialstaatliche Auftrag. Und das ist der Rechtsstaat, der die individuelle Freiheit – vor allem auch gegenüber dem Staat – schützt. Wenn beides in der Balance ist, ist alles wunderbar – und das ist unseren Gründervätern tatsächlich lange Zeit gelungen diese Balance zu ermöglichen, dahin müssen wir zurück. Das bedeutet aber auch, dass wir auf keinen Fall die Freiheit opfern dürfen zugunsten von Gleichheit, also von egalitaristischen Maßnahmen (…) Das Problem, das wir haben, ist, dass es immer mehr Leute gibt, die anstelle der Chancengleichheit Ergebnisgleichheit setzen wollen. Und das ist allerdings radikal ungerecht…“.
Er kritisierte insbesondere die gängige „sozialdemokratische“ Metapher der „starken Schultern“, die im Rahmen der sozialstaatlichen Ideologie einer höheren Belastung auszusetzen seien; es sei ein Irrtum zu glauben, man könne die Schwachen stärken, indem man die Starken schwäche. In der Sendung Anne Will vom 5. September 2010 über die Thesen Thilo Sarrazins in Deutschland schafft sich ab und die öffentliche Debatte darüber sagte Bolz, Politiker lebten in einer Parallelgesellschaft und nähmen die Menschen nicht ernst. Er deutete Sarrazins Werk als Zeichen einer neuen Offenheit, da sich „die Bürger“ das Wort nicht mehr verbieten ließen, weder von Politikern noch von „besonders arroganten neuen Jakobinern, auch in den Feuilletons“. Norbert Bolz wirkte 2011 als Interviewpartner Jason Barkers in dessen Kulturdokumentation Marx Reloaded mit.
Bolz hat dem Staat verschiedentlich einen unberechtigten und schädlichen Paternalismus vorgeworfen. Seine These ist, dass die Gesellschaft in einen „Bevormundungsstaat“ treibt. Diese These hat er auch auf die Diskussion um die Frage der politischen Korrektheit in den veröffentlichten Medien übertragen. In der am 1. Mai 2017 ausgestrahlten Sendung Peter Hahne äußerte sich Bolz in einer kontrovers geführten Diskussion mit Uwe-Karsten Heye zur Medienkritik in Deutschland. Auf die Frage des Moderators Peter Hahne, ob die Leute recht hätten, wenn sie sagten, sie würden den Medien nicht mehr glauben, antwortete er: „Es gibt jedenfalls gute Gründe, das zu sagen, und das liegt nicht etwa daran, dass die Medien lügen würden – Lügenpresse ist eine eigentlich wirklich unzutreffende Verkürzung – ich möcht’ fast sagen, es ist noch viel schlimmer. Sie verschweigen, sie tun das nicht, was man von ihnen eigentlich erwartet – nämlich aufzuklären über die Wirklichkeit und sie tun das ... aus falsch verstandener Rücksichtnahme und offenbar dem Gefühl, man kann den Deutschen nicht die Wahrheit zumuten, sie reagieren falsch auf das Wahre und deshalb müssen wir es verpacken und vorsichtig formulieren.“ Dass man „die Bürger für dumm verkauft oder sie einfach für dumm hält, für unfähig mit Wahrheit umzugehen, das ist eine unglaubliche Arroganz, die von bestimmten Eliten ausgeht.“

### Publizistik
Bolz ist Gastautor bei der Achse des Guten. Er ist regelmäßiger Autor des liberalen Debattenmagazins Schweizer Monat und des SWR2. 2017 stellte er sein Buch Zurück zu Luther in der Bibliothek des Konservatismus vor. Anfang 2022 trat Bolz mit einem Podcast von 19 Folgen in einem dem rechtspopulistischen und verschwörungstheoretischen Milieu zugeordneten YouTube-Kanal auf.

### Soziale Medien
Bolz ist seit 2012 auf Twitter aktiv und hat dort etwa 50.000 Follower (Stand: Mai 2022). Unter dem Motto „Die Wahrheit in einem Satz“ veröffentlicht er dort Aphorismen zum Zeitgeschehen. 2018 besprachen die Kunstwissenschaftler Wolfgang Ullrich und Jörg Scheller die Entwicklung von Bolz’ Twitter-Account in einem ausführlichen Gespräch in der Online-Ausgabe der Zeitschrift Pop. Kultur und Kritik. Sie sprechen darin von einer „Radikalisierung“ seit dem Herbst 2015. Die NZZ beschreibt ihn als „Reizfigur“. Der Autor Simon Strick verglich Bolz’ Aktivität auf Twitter mit rechtsradikalen Inhalten auf 4chan.

## Mitgliedschaften
Bolz gehörte dem wissenschaftlichen Beirat des Wirtschaftsrates der CDU an. In einem Interview mit der Neuen Zürcher Zeitung (NZZ) bezeichnete sich Norbert Bolz im Februar 2023 als „Anhänger des rechten SPD-Flügels, der immer noch gleich denkt wie vor 20 Jahren, wegen des Linksrucks in der Gesellschaft aber als alter weisser Mann gilt.“

## Auszeichnungen
- 2011: Tractatus-Preis für „Die ungeliebte Freiheit. Ein Lagebericht“[53]

## Privates
Norbert Bolz ist verheiratet und Vater von vier Kindern. Er lebt in Berlin.

## Schriften (Auswahl)
- Geschichtsphilosophie des Ästhetischen. Hermeneutische Rekonstruktion der „Noten zur Literatur“ Th. W. Adornos (Dissertation 1976).
- (als Herausgeber:) Wer hat Angst vor der Philosophie? Eine Einführung in Philosophie. Fink, Paderborn 1982; Neuauflage ebd. 2012, ISBN 978-3-7705-5231-3.
- Auszug aus der entzauberten Welt. Philosophischer Extremismus zwischen den Weltkriegen. Fink, München 1989, ISBN 3-7705-2560-4 (Berlin, Freie Universität, Habilitations-Schrift).
- Stop Making Sense. Königshausen und Neumann, Würzburg 1989, ISBN 3-88479-412-4.
- Theorie der neuen Medien. Raben-Verlag, München 1990, ISBN 3-922696-67-8.
- Eine kurze Geschichte des Scheins. Fink, München 1991, ISBN 3-7705-2671-6.
- Die Welt als Chaos und als Simulation. Fink, München 1992, ISBN 3-7705-2741-0.
- Philosophie nach ihrem Ende. Boer, München 1992, ISBN 3-924963-13-4.
- Am Ende der Gutenberg-Galaxis. Fink, München 1993, ISBN 3-7705-2871-9.
- Das kontrollierte Chaos. Vom Humanismus zur Medienwirklichkeit. Econ, Düsseldorf 1994, ISBN 3-430-11413-6.
- mit David Bosshart: Kultmarketing. Die neuen Götter des Marktes. Econ, Düsseldorf 1995, ISBN 3-430-11433-0.
- Die Sinngesellschaft. Econ, Düsseldorf 1997, ISBN 3-430-11447-0 (Rezension). Neuauflage: Kulturverlag Kadmos 2012, ISBN 978-3-86599-114-0 (Rezension)
- Die Konformisten des Andersseins. Ende der Kritik. Fink, München 1999, ISBN 3-7705-3368-2.
- Die Wirtschaft des Unsichtbaren. Spiritualität – Kommunikation – Design – Wissen: die Produktivkräfte des 21. Jahrhunderts. Econ, München 1999, ISBN 3-430-11466-7.
- Weltkommunikation. Fink, München 2001, ISBN 3-7705-3554-5.
- Das konsumistische Manifest. Fink, München 2002, ISBN 3-7705-3744-0 (Rezension).
- (als Herausgeber, mit Andreas Münkel): Was ist der Mensch? Fink, München 2003, ISBN 3-7705-3807-2.
- Blindflug mit Zuschauer. Fink, München 2004, ISBN 3-7705-4051-4.
- Die Helden der Familie. Fink, Paderborn 2006, ISBN 3-7705-4330-0 (Rezension, Rezension (Memento vom 25. August 2018 im Internet Archive); PDF; 12 kB).
- Bang-Design. Design-Manifest des 21. Jahrhunderts. Trendbüro, Hamburg 2006, ISBN 3-86611-225-4.
- Das ABC der Medien. Fink, Paderborn 2007, ISBN 978-3-7705-4512-4.
- Das Wissen der Religion. Betrachtungen eines religiös Unmusikalischen. Fink, Paderborn 2008, ISBN 978-3-7705-4676-3 (online) (Rezension, Rezension).
- Diskurs über die Ungleichheit. Ein Anti-Rousseau. Fink, Paderborn 2009, ISBN 978-3-7705-4797-5.
- Profit für Alle. Soziale Gerechtigkeit neu denken. Murmann, Hamburg 2009, ISBN 978-3-86774-075-3.
- Niklas Luhmann und Jürgen Habermas. Eine Phantomdebatte. In: Dirk Baecker, Norbert Bolz, Peter Fuchs, Hans Ulrich Gumbrecht, Peter Sloterdijk: Luhmann Lektüren (= Ableger. Bd. 6). Kadmos, Berlin 2010, ISBN 978-3-86599-113-3, S. 34–52.
- Die ungeliebte Freiheit. Ein Lagebericht. Fink, Paderborn 2010, ISBN 978-3-7705-4977-1. (Rezension)
- Das Gestell. Fink, Paderborn 2012, ISBN 978-3-7705-5293-1.
- Ratten im Labyrinth. Niklas Luhmann und die Grenzen der Aufklärung. Fink, Paderborn 2012, ISBN 978-3-7705-5290-0 (Rezension).
- Wer nicht spielt, ist krank. Warum Fußball, Glücksspiel und Social Games lebenswichtig für uns sind. Redline, München 2014, ISBN 978-3-86881-571-9.
- Das richtige Leben. Fink, Paderborn 2014, ISBN 978-3-7705-5600-7 (Rezension).
- Zurück zu Luther. Fink, Paderborn 2016, ISBN 978-3-7705-6086-8.
- Die Avantgarde der Angst. Matthes & Seitz, Berlin 2020, ISBN 978-3-95757-951-5.
- Keine Macht der Moral! Politik jenseits von Gut und Böse. Matthes & Seitz, Berlin 2021, ISBN 978-3-7518-0519-3.
- Der alte, weiße Mann: Sündenbock der Nation. Langen Mueller Herbig, München 2023, ISBN 978-3-7844-8445-7.
- Christentum ohne Christenheit. Matthes & Seitz, Berlin 2025, ISBN 978-3-7518-6506-7.
- Zurück zur Normalität: Mit Augenmaß und gesundem Menschenverstand. Langen-Müller, München  2025, ISBN 978-3-7844-3745-3.

## Artikel
- Wertewandel, o. D. auf Werteindex.de (1. März 2016).
- Gnadenlose Neuzeit. Luther und die Ausdifferenzierung der modernen Gesellschaft, 30. November 2015, SWR 2
- Voice and Story – Weltkommunikation im Internet (Memento vom 6. März 2014 im Internet Archive) (PDF; 120 kB)
- Hope (Memento vom 21. Februar 2014 im Internet Archive) (PDF; 109 kB)
- Kinder sind kein »Betreuungsproblem«, Focus, 18. Juni 2012
- Wer hat Angst vor der Philosophie?. Essay, 23. Januar 2012, SWR2 (PDF; 135 kB)
- Sirenenton des freien Denkens, Nachruf auf Friedrich Kittler im Tagesspiegel vom 18. Oktober 2011
- Die fröhlichen Sklaven, Kritik am Sozialstaat in der FAZ vom 12. Oktober 2011
- Die neuen Jakobiner, Bolz zur Meinungsfreiheit in Focus 37/2010 (19. September 2010)
- Space of Flows – Space of Places (Memento vom 1. Juli 2012 im Internet Archive), 19. Februar 2010 (Interview dazu: “Es geht um Spaß an der Komplexität” vom 10. Juni 2010 (Memento vom 4. Februar 2015 im Internet Archive))
- Die Welt der Klick-Arbeiter, Süddeutsche.de vom 29. August 2010 (Kritik am Artikel von Marcel Weiss: Unbegründet: Norbert Bolz’ Angst vor der gesellschaftlichen Fragmentierung)
- Gewinn für alle. Soziale Gerechtigkeit im 21. Jahrhundert. Vortrag im SWR 2 am 28. Februar 2010 (PDF; 55,2 kB)
- Globalisierung der Gefühle. Wie die Massenmedien die Weltgesellschaft konstruieren (PDF; 67 kB), Impulspapier 2005
- Theorie der Müdigkeit – Theoriemüdigkeit, 9. Juni 1997